# 西斯笃二世

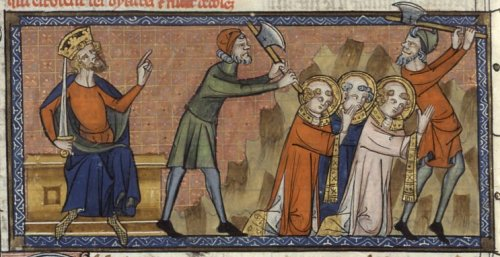
圣思道二世的殉教，14世纪

教宗聖思道二世（拉丁語：Sanctus Sixtus PP. II；215年—258年8月6日）於257年8月30日－258年8月6日在位為教宗。因罗马皇帝瓦勒良的迫害而殉道。据称是在地下墓穴中举行仪式时，与四名助祭一同被捕，当场被斩首。

## 譯名列表
- ：梵蒂冈广播电台作。
- 西斯都：天主教香港教區禮儀委員會：禧年專頁 （页面存档备份，存于）作西斯都。
- ：香港天主教教區檔案　歷任教宗作。
- 西克斯圖斯：《大英簡明百科知識庫》2005年版[永久]、《世界人名翻譯大辭典》1993年版作西克斯圖斯。

| 天主教會職銜          | 天主教會職銜                            | 天主教會職銜      |
| --------------------- | --------------------------------------- | ----------------- |
| 前任者： 教宗德範一世 | 罗马主教 教宗 257年8月30日－258年8月6日 | 繼任者： 教宗德宜 |